# Ksar El Majaz
Ksar El Majaz (franska: Ksar El Majaz (CR), Ksar El Majaz (Commune Rurale), arabiska: تونفيت) är en kommun i Marocko.   Den ligger i provinsen Fahs-Anjra och regionen Tanger-Tétouan-Al Hoceïma, i den norra delen av landet, 230 km nordost om huvudstaden Rabat. Antalet invånare är 8 616.